# A Totally Fun Thing Bart Will Never Do Again
«A Totally Fun Thing Bart Will Never Do Again» (укр. «Абсолютно кумедна річ, яку Барт ніколи не зробить знову») — дев'ятнадцята серія двадцять третього сезону мультсеріалу «Сімпсони», прем'єра якої відбулась 29 квітня 2012 року у США на телеканалі «Fox».

## Сюжет
Після п'яти нудних шкільних днів Барта дістає рутина. По телевізору він бачить рекламу круїза «Королівська Вальгалла» (англ. «Royal Valhalla»). Хлопчик просить батьків поїхати у круїз, але вони не можуть собі цього дозволити через брак коштів. Барт перевіряє, чи зможе він самотужки заплатити (навіть за найгіршу каюту), але це все одно дорого.
Пізніше Гомер заходить у кімнату Барта і виявляє, що вона порожня. Виявляється, що хлопчик вирішив влаштувати «розпродаж усього», зі збором грошей на відпочинок. Попри те, що все продано, грошей все одно не вистачає.
Наступного ранку Барт прокидається і виявляє, що банка, в яку він збирав гроші, повна. Мардж каже сину, що решта сім'ї наповнили її продав щось цінне для кожного. Барт радіє й обіцяє, що це будуть найкраща сімейна мандрівка.
Дорогою Гомер скаржиться, що по-справжньому відпочинуть лише діти, на відміну від їхніх батьків. Згодом Сімпсони прибувають на причал, але рецепціоністка каже їм, що круїз заповнено. Це засмучує Барта, але опісля рецепціоністка каже, що вони можуть сісти на «Королівську Вальгаллу», але в іншій каюті… вищого класу.
Після огляду каюти сім'я отримує відеоповідомлення від Ровена Придізь, директора круїзу, після відео вони отримують розклад розваг. Коли діти ідуть, Гомер і Мардж залишилися наодинці, і вони займаються сексом.
На кораблі Ліса відвідує «Дитячу зону Еліт», де багато її однодумців-інтелектуалів. Тим часом Барт проходить усі пункти з розклада розваг.
Пізніше вся сім'я знову збирається за вечерею, де Сімпсони дякують Бартові за те, що потрапили сюди. Потім на сцену виходить Ровен Придізь і у своїй пісні співає, що мандрівка йде по параболі, і зараз круїз у самій вершині — далі все йтиме донизу. Після пісні Барт розуміє, що круїз триватиме лише тиждень, а потім він повертається до свого звичного, нудного життя. Барт уявляє, що у старості ця мандрівка стане його єдиним хорошим спогадом за життя. Хлопчик хоче, щоб відпустка тривала вічно.
Ввечері на кораблі лунає сирена, і на великому екрані показується відео з полковником Вільямом Салліваном, який попереджає всіх про вірус на суші, і всі панікують. Насправді це Барт демонструє фільм «Вірус Пандора», а потім ламає «Центр зв'язку корабля з берегом». Тим часом Придізь говорить, що спроби зв'язатися з материком невдалі, і відпочивальники повинні залишатися в морі на невизначений час…
Через 12 днів корабель брудний і всі втомлені. Придізь робить оголошення про те, що відбувається, і кораблю доводиться пливти до Антарктиди, щоб уникнути вірусу. Попри все Барт веселиться та невдало намагається інших зберігає оптимізм. Коли хлопчик повертається в сімейну каюту, Мардж і Ліса кажуть, що знають правди про «вірус».
Мардж відводить Барта у «Веселий суд», де він визнає, що вірус був підробкою. Всі на кораблі зляться на Сімпсонів, і кидають їх в Антарктиді.
Дорогою до дослідницької станції вони знаходять пінгвінів. Барт скаржиться, бо їхні ковзання з гірки, як і все інше в житті, — нудне. Однак, Ліса запевняє брата, що сенс у тому, щоб радіти небагатьом неповторним миттєвостям. Сімпсони приєднуються до пінгвінів і також весело з'їжджають льодом.
В майбутньому показано, як Барт передивляється фотографії з його життя: він на чомусь радо їхав або з'їжджав. Він лягає з одним із фото і каже, якою чудовою була поїздка.

## Виробництво
На деяких стримінгових сайтах серія називається «Totally Fun Thing That Bart Will Never Do» або «A Totally Fun Thing That Bart Will Never Do».
Пісню «Enjoy It While You Can» (укр. «Радійте у цю мить») написав бродвейський композитор і автор пісень Роберт Лопес, який написав пісню для епізода у Нью-Йорку 2011 року. Запрошена зірка актор Стів Куґан записав виконання пісні також у Нью-Йорку. Сценаристи шоу надали Лопесу свою пропозицію щодо тексту пісні, який «він потім змінив». В інтерв'ю журналові «TV Guide» Лопес сказав, що він і команда «Сімпсонів» вирішили створити щось «сирне, що насправді можна було б зіграти на круїзному кораблі. Ми вирушили в карнавальний круїз у напрямку [пісні музиканта Arrow] „Feelin' Hot Hot Hot“». За словами тогочасного музичного редактора «Сімпсонів» Кріса Ледезми, Лопес випустив «Enjoy It While You Can» із «групою синтезаторів», а композитор «Сімпсонів» Альф Клаузен «додав аранжування домашнього оркестру у стилі Вегаса для остаточної версії».

## Цікаві факти і культурні відсилання
- Назва серії є відсиланням до есе «A Supposedly Fun Thing I'll Never Do Again» (укр. «Нібито весела річ, яку я ніколи не зроблю знову») есеїста Девіда Фостера Воллеса, в якому він описав свій досвід під час круїзу[7][8].
- Під час монтажу буднів Барта звучить пісня «The Boy From School» гурту «Hot Chip»[7].
- «Концерт для арфи і струнних» французького композитора Франсуа-Адріана Буельдьє звучить, коли вперше показано круїзний лайнер[6].
  - Жахливіша та похмуріша обробка цього музичного фрагмента знову звучить пізніше в епізоді під час зображення занедбаного корабля[6].
- Коли Барт виконує свій розклад розваг звучить увертюра до опери «Руслан і Людмила» Михайла Глінки[6].
- Наприкінці серії, коли сім'я Сімпсонів спускається з крижаної гірки в Антарктиді, грає пісня «Winters Love» гурту «Animal Collective»[7].

## Ставлення критиків і глядачів
Під час прем'єри серію переглянули 5 млн осіб з рейтингом 2.3, що зробило її другим найпопулярнішим шоу на каналі «Fox» тієї ночі, після «Сім'янина».
Ровен Кайзер з «The A.V. Club» дав серії оцінку A-, сказавши, що «Приємно бачити, що „Сімпсони“ пробують амбітну серію, і чудово бачити, що ці амбіції в основному реалізовані».
Тереза Лопес з «TV Fanatic» дала серії чотири з п'яти зірок, сказавши, що «незважаючи на громіздкість назви, це була справді приємна серія. Більшість ґеґів і дотеп були досить середніми, за винятком кількох веселих цитат, але в основі цієї екскурсії було повідомлення, яке зробило посередній сюжет трохи зворушливим».
Згідно з голосуванням на сайті The NoHomers Club більшість фанатів оцінили серію на 5/5 із середньою оцінкою 3,78/5.